# Socket P
El Socket P es un zócalo de CPU creado por Intel y lanzada el 9 de mayo de 2007 para la línea de microprocesadores Intel Core 2 Duo. Tiene un front side bus a 1066 MT/s, que puede cambiarse al vuelo a 400 MT/s para ahorrar energía. Es parte de la Plataforma Santa Rosa. El Socket P tiene 478 pines, pero no es compatible pin a pin con el Socket M o el Socket 478.